# Атанасов, Станимир
Станими́р Атана́сов (род. 20 апреля 1976, Русе) — болгарский гребец-каноист, выступал за сборную Болгарии во второй половине 1990-х — первой половине 2000-х годов. Участник летних Олимпийских игр в Афинах, бронзовый призёр чемпионата мира, дважды бронзовый призёр чемпионатов Европы, победитель многих регат национального и международного значения.

## Биография
Станимир Атанасов родился 20 апреля 1976 года в Русе. Активно заниматься греблей начал с раннего детства, проходил подготовку в местном спортивном клубе «Локомотив».
Первого серьёзного успеха на взрослом международном уровне добился в 1995 году, когда попал в основной состав болгарской национальной сборной и побывал на чемпионате мира в немецком Дуйсбурге, откуда привёз награду бронзового достоинства, выигранную в зачёте четырёхместных каноэ на дистанции 500 метров — в финале его опередили только экипажи из Венгрии и Румынии. Два года спустя выступил на возобновлённом чемпионате Европы в болгарском Пловдиве, где стал бронзовым призёром в двойках на двухстах метрах.
В 2002 году Атанасов получил бронзу на европейском первенстве в венгерском Сегеде, в километровой программе одиночных каноэ. Благодаря череде удачных выступлений удостоился права защищать честь страны на летних Олимпийских играх 2004 года в Афинах — в одиночках на тысяче метрах сумел дойти лишь до стадии полуфиналов, где показал на финише шестой результат, тогда как на пятистах метрах добрался до финала и финишировал в решающем заезде восьмым. Вскоре по окончании этих соревнований принял решение завершить карьеру профессионального спортсмена, уступив место в сборной молодым болгарским гребцам.